# Port lotniczy Semarang-Achmad Yani
Port lotniczy Semarang-Achmad Yani (indonez. Bandara Achmad Yani) – port lotniczy w Semarang, w Indonezji; położone 5 km na zachód od centrum miasta.

## Linie lotnicze i połączenia
- AirAsia – Kuala Lumpur
- Aviastar – Bandar Lampung
- Batik Air – Dżakarta
- Citilink – Dżakarta
- Garuda Indonesia – Denpasar, Dżakarta
- Garuda Indonesia Explore-jet – Surabaja
- Indonesia AirAsia – Singapur
- Kal Star Aviation – Bandung, Ketapang, Pangkalanbun, Pontianak, Sampit
- Lion Air – Balikpapan, Banjarmasin, Batam, Dżakarta
- Nam Air – Dżakarta
- SilkAir – Singapur
- Sriwijaya Air – Dżakarta, Surabaja
- Susi Air – Karimunjawa
- Trigana Air Service – Pangkalanbun
- Wings Air – Bandung, Denpasar, Surabaja